# Einschienenbahn Guilin
Die Einschienenbahn Guilin (chinesisch 桂林市 式单轨, Pinyin Guìlín shì dānguǐ), auch Monorail Guilin genannt, ist ein seit 2019 im Bau befindliches öffentliches Personennahverkehrssystem in Guilin im Südosten Chinas. Es wird anstelle eines Stadtbahn- oder U-Bahn-Systems zur flächigen Erschließung der Stadt und ihres Umlandes aufgebaut. Im Spätsommer 2020 begannen auf einem 2,9 Kilometer langen Abschnitt der zukünftigen Linie 1 am Messegelände die Testfahrten. Nach Fertigstellung aller aktuell geplanten sieben Linien voraussichtlich um 2040 wäre die Hochbahn mit 256 Kilometern Streckenlänge das längste vollautomatische Einschienenbahnsystem der Welt.

## Geschichte
Im Jahr 2019 begannen im westlichen Stadtbezirk Lingui die Bauarbeiten an der Station Messegelände und der Strecke in Richtung Innenstadt bis zur Station Shānshuǐ Park. 2020 wurde am Messegelände die erste Zuggarnitur auf den Fahrwegbalken gesetzt und im Spätsommer des Jahres begannen die Testfahrten auf der Strecke. Im November 2020 wurde die weitere Strecke der Linie 1 ausgeschrieben. Die Eröffnung der vollständigen Strecke der Linie 1 ist für 2025 geplant.

## Strecken

### Chronik
| Eröffnungsdatum               | Linie   | Streckenabschnitt            | Streckenlänge | Neue Bahnhöfe |
| ----------------------------- | ------- | ---------------------------- | ------------- | ------------- |
| Spätsommer 2020 (Testfahrten) | Linie 1 | Messegelände – Shānshuǐ Park | 2,9 km        | 2             |
| im Bau, vorauss. 2025         | Linie 1 | Flughafen – Hauptbahnhof     | 26,3 km       | 11            |

### Linie 1
Die erste Linie ist eine West-Ost-verlaufende Durchmesserlinie, die vom Flughafen durch das Stadtzentrum über insgesamt 13 Stationen und 29,2 Kilometer Streckenlänge bis zum Hauptbahnhof führen wird.
Die Strecke verläuft durchgängig zweigleisig und aufgeständert.

### Weitere Planungen
Es ist geplant, sechs weitere Linien neu zu bauen.
| Linie   | Streckenabschnitt              | Streckenlänge | Neue Bahnhöfe | Eröffnung |
| ------- | ------------------------------ | ------------- | ------------- | --------- |
| Linie 2 | Lingchuan – Yanshan Wanda      | 45,4 km       | 32            | unbekannt |
| Linie 3 | Westbahnhof – Ronghe Fengjing  | 23,7 km       | 21            | unbekannt |
| Linie 4 | Qixing-Straße – Mopanshan Pier | 17,1 km       | 13            | unbekannt |
| Linie 5 | Longmen – Yangshuo             | 80,0 km       | 10            | unbekannt |
| Linie 6 | Westbahnhof – Yangtang         | 33,5 km       | 12            | unbekannt |
| Linie 7 | Lingui New District – Qixing   | 26,7 km       | 13            | unbekannt |

## Technik
Die Strecken der Einschienenbahn Guilin sind Sattelbahnen der Bauart ALWeG vom Hersteller BYD. Auf einem 700 Millimeter breiten Fahrbalken sitzen die über Tragräder auf und Führungsräder seitlich des Balkens bewegten sowie mit seitlicher Stromzuführung versorgten Züge. Der Betrieb wird vollautomatisch sein, die Steuerung erfolgt mit digitalem ATC und bietet durch ATO der Stufe GoA4 die Möglichkeit sehr kurzer Taktzeiten.

## Betrieb
Es ist geplant, zu Beginn im Vier-Minuten-Takt Passagiere zu befördern, also 15 Züge je Stunde und Richtung fahren zu lassen.